# Spanje op het Eurovisiesongfestival 2017
Spanje nam deel aan het Eurovisiesongfestival 2017 in Kiev, Oekraïne. Het was de 57ste deelname van het land aan het Eurovisiesongfestival. TVE was verantwoordelijk voor de Spaanse bijdrage voor de editie van 2017.

## Selectieprocedure
Op 14 september 2016 bevestigde de Spaanse openbare omroep te zullen deelnemen aan de 62ste editie van het Eurovisiesongfestival. Net als een jaar eerder koos TVE ervoor om een nationale finale te organiseren. Er mochten zes artiesten deelnemen aan Objetivo Eurovisión 2017. Vijf werden door TVE uitgenodigd via hun platenlabel. Een zesde ticket werd uitgedeeld via een castingsronde waarvoor geïnteresseerden zich van 27 oktober tot 27 november 2016 konden inschrijven. TVE ontving uiteindelijk 392 inschrijvingen, waarvan 30 weerhouden werden. Internetgebruikers konden van 2 tot 12 december 2016 stemmen, waarna de top tien voorgelegd werd aan een vakjury, die uiteindelijk drie acts selecteerde voor een concert op 12 januari 2017. Via TVE's digitale kanalen konden kijkers vervolgens de winnaar aanduiden. LeKlein werd uiteindelijk geselecteerd voor deelname aan Objetivo Eurovisión.
De nationale finale vond plaats op 11 februari 2017 in Leganés, en werd gepresenteerd door Jaime Cantizano. Een vakjury en het televotende publiek stonden elk in voor de helft van de punten. De jury bestond uit (radio)presentatoren Xavi Martínez, Javier Cárdenas en Virginia Díaz. Aan het einde van de puntentelling hadden Manel Navarro en Mirela even veel punten. Het reglement bepaalde dat in dat geval de vakjury de knoop moest doorhakken. Deze koos uiteindelijk voor Navarro, ook al had Mirela de meeste punten gekregen van de televoters. Dit leidde ertoe dat het publiek luidkeels begon te protesteren, waarop Navarro antwoordde met een bras d'honneur. Na afloop van de show bleek dat jurylid Xavi Martínez Navarro's lied op Instagram en tijdens zijn radioshows had gepromoot, hetgeen leidde tot oproepen om de uitslag van de preselectie te annuleren. Er werden zelfs parlementaire vragen gesteld over de kwestie, maar TVE weigerde om de preselectie te annuleren, waardoor Manel Navarro Spanje mocht vertegenwoordigen op het Eurovisiesongfestival 2017.

## Objetivo Eurovisión 2017
| Plaats | Artiest         | Lied                 | Jury | Publiek | Totaal |
| ------ | --------------- | -------------------- | ---- | ------- | ------ |
| 1      | Manel Navarro   | Do it for your lover | 34   | 24      | 58     |
| 2      | Mirela          | Contigo              | 22   | 36      | 58     |
| 3      | LeKlein         | Ouch!                | 22   | 32      | 52     |
| 4      | Maika           | Momento crítico      | 20   | 21      | 41     |
| 5      | Mario Jefferson | Spin my head         | 25   | 15      | 40     |
| 6      | Paula Rojo      | Lo que nunca fue     | 21   | 18      | 39     |

## In Kiev
Als lid van de Grote Vijf mocht Spanje automatisch aantreden in de grote finale, op zaterdag 13 mei 2017. Spanje eindigde op de 26ste en laatste plek, met amper vijf punten. Het was voor de vijfde keer in de geschiedenis dat Spanje met de rode lantaarn naar huis ging.
1961 · 1962 · 1963 · 1964 · 1965 · 1966 · 1967 · 1968 · 1969 · 1970 · 1971 · 1972 · 1973 · 1974 · 1975 · 1976 · 1977 · 1978 · 1979 · 1980 · 1981 · 1982 · 1983 · 1984 · 1985 · 1986 · 1987 · 1988 · 1989 · 1990 · 1991 · 1992 · 1993 · 1994 · 1995 · 1996 · 1997 · 1998 · 1999 · 2000 · 2001 · 2002 · 2003 · 2004 · 2005 · 2006 · 2007 · 2008 · 2009 · 2010 · 2011 · 2012 · 2013 · 2014 · 2015 · 2016 · 2017 · 2018 · 2019 · 2020 · 2021 · 2022 · 2023 · 2024 · 2025
Albanië · Armenië · Australië · Azerbeidzjan · België · Bulgarije · Cyprus · Denemarken · Duitsland · Estland · Finland · Frankrijk · Georgië · Griekenland · Hongarije · Ierland · IJsland · Israël · Italië · Kroatië · Letland · Litouwen · Macedonië · Malta · Moldavië · Montenegro · Nederland · Noorwegen · Oekraïne · Oostenrijk · Polen · Portugal · Roemenië · San Marino · Servië · Slovenië · Spanje · Tsjechië · Verenigd Koninkrijk · Wit-Rusland · Zweden · Zwitserland